# الأرز (جريدة)
جريدة الأرز كانت صحيفة باللغة العربية تصدر في جونيه، في لبنان العثماني. كانت متداولة من عام 1895 إلى عام 1916.

## التاريخ والملف الشخصي
نُشرت مجلة الأرز لأول مرة في تشرين الأول 1895. كانت الصحيفة مملوكة للأخوين فيليب وفريد الخازن، اللذين كانا أيضًا محرريها. بدأوا في إصدار الجريدة بعد وقت قصير من تعيين فيليب الخازن مترجمًا فخريًا للقنصل الفرنسي. كان المقر الرئيس لمطبعة الأرز في جونيه، وكانت دار نشرها هي مطبعة الأرز المملوكة للأخوين الخازن.
كانت صحيفة الأرز بمثابة لسان حال الطائفة المارونية في لبنان ودعمت القومية اللبنانية والانعزال عن المحيط العربي. دعمت فرنسا استقلال لبنان، ونشر الأخوان الخازن مقالات في صحيفة الأرز زعموا فيها أن لبنان يتمتع بـ"حقوق مقدسة" تاريخية ينبغي أن تحميها فرنسا وتستعمرها. وكان بعض محرري الصحيفة أعضاء في جماعة سرية، هي جمعية النهضة اللبنانية، التي دعمت استقلال لبنان دولة منعزلة عن محيطها ومتفرنسة.
في 6 أيار 1916، اُعتُقل كل من فيليب وفريد الخازن وحاكمتهم السلطات العثمانية بقيادة جمال باشا، آخر حاكم عثماني لسوريا العثمانية، بسبب دعمهما للسياسات الفرنسية. وأُعدموهم في بيروت بتهمة الخيانة، وأغلقوا صحيفة الأرز.